# Kanton Fontaine-Française
Der Kanton Fontaine-Française war bis 2015 ein französischer Wahlkreis im Arrondissement Dijon, im Département Côte-d’Or und in der Region Burgund; sein Hauptort war Fontaine-Française.
Der elf Gemeinden umfassende Kanton Fontaine-Française war 183,58 km² groß und hatte 2632 Einwohner (Stand: 1999).

## Gemeinden
| Gemeinde                                 | Einwohner | Code postal | Code Insee |
| ---------------------------------------- | --------- | ----------- | ---------- |
| Bourberain                               | 278       | 21610       | 21094      |
| Chaume-et-Courchamp                      | 140       | 21610       | 21158      |
| Dampierre-et-Flée                        | 102       | 21310       | 21225      |
| Fontaine-Française                       | 916       | 21610       | 21277      |
| Fontenelle                               | 104       | 21610       | 21281      |
| Licey-sur-Vingeanne                      | 85        | 21610       | 21348      |
| Montigny-Mornay-Villeneuve-sur-Vingeanne | 358       | 21610       | 21433      |
| Orain                                    | 109       | 21610       | 21468      |
| Pouilly-sur-Vingeanne                    | 92        | 21610       | 21503      |
| Saint-Maurice-sur-Vingeanne              | 162       | 21610       | 21562      |
| Saint-Seine-sur-Vingeanne                | 286       | 21610       | 21574      |